# MX vs. ATV Reflex
MX vs. ATV Reflex est un jeu vidéo de course développé par Rainbow Studios et édité par THQ, sorti en 2009 sur Windows, PlayStation 3, Xbox 360, Nintendo DS et PlayStation Portable.

## Accueil
- Jeuxvideo.com : 11/20[1] - 11/20 (PSP)[2] - 10/20 (DS)[3]